# 1433
1433 (MCDXXXIII) fue un año común comenzado en jueves del calendario juliano.

## Acontecimientos
- Zheng He realiza la última expedición china en el Océano Índico, tras la cual el emperador Hongxi ordena la destrucción de la marina imperial
- Eduardo I de Portugal sube al trono
- Cuitláhuac cae en poder de Tenochtitlan

## Arte y literatura
- Fra Angélico pinta la Virgen con los ángeles músicos
- Comienza a construirse la Catedral de Sevilla. La antigua mezquita es demolida, dejando como único vestigio la Giralda

## Nacimientos
- 23 de junio - Francisco II de Bretaña
- 19 de octubre - Marsilio Ficino, filósofo italiano.
- 19 de octubre - Bernardo Bembo, diplomático veneciano.
- 10 de noviembre - Carlos de Borgoña
- Antonio Pollaiuolo (es posible que en realidad lo hiciese en 1432).
- Roberto Gaguin, religioso trinitario y humanista Francés (día y mes desconocidos).
- probable:
  - Joan Roís de Corella, poeta en valenciano.

## Fallecimientos
- 14 de agosto - Rey Juan I de Portugal
- 11 de diciembre - Emperador Go-Komatsu de Japón
- Ambrosio I de Mónaco
- Jaime II de Urgel
- Lê Lợi General vietnamita